# Fram till val
Fram till val var en partibeteckning som användes på många håll i Sverige för borgerliga samlingslistor under mitten av 1900-talet, det vill säga folkpartister, bondeförbundare/centerpartister och högermän.